# Hessingburg
Die Hessingburg ist ein dreigeschossiges, schlossartiges Gebäude innerhalb des weitläufigen Areals der Hessing-Klinik in Augsburg-Göggingen.

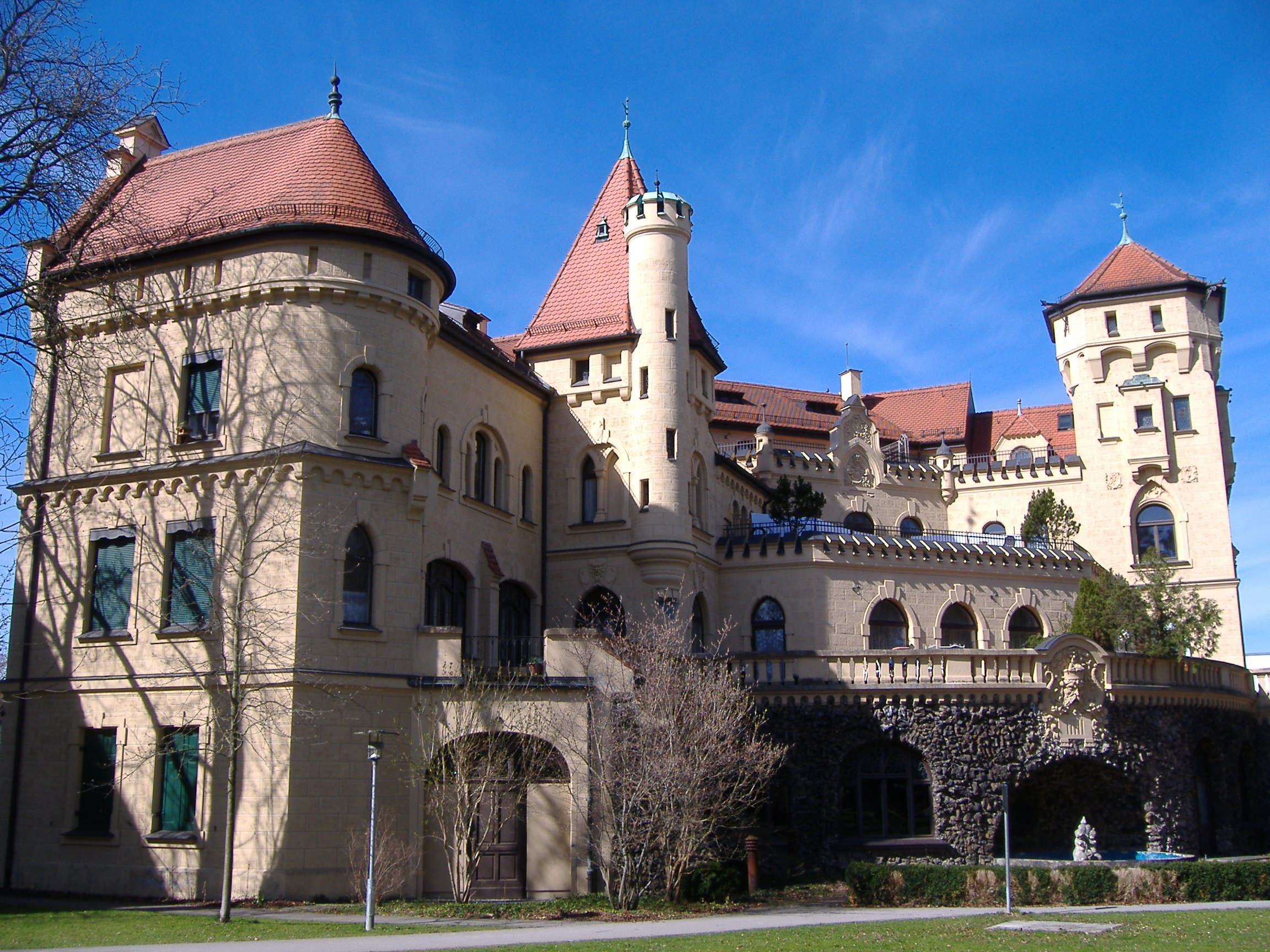
Schauseite der Hessingburg mit Grotte und Springbrunnen

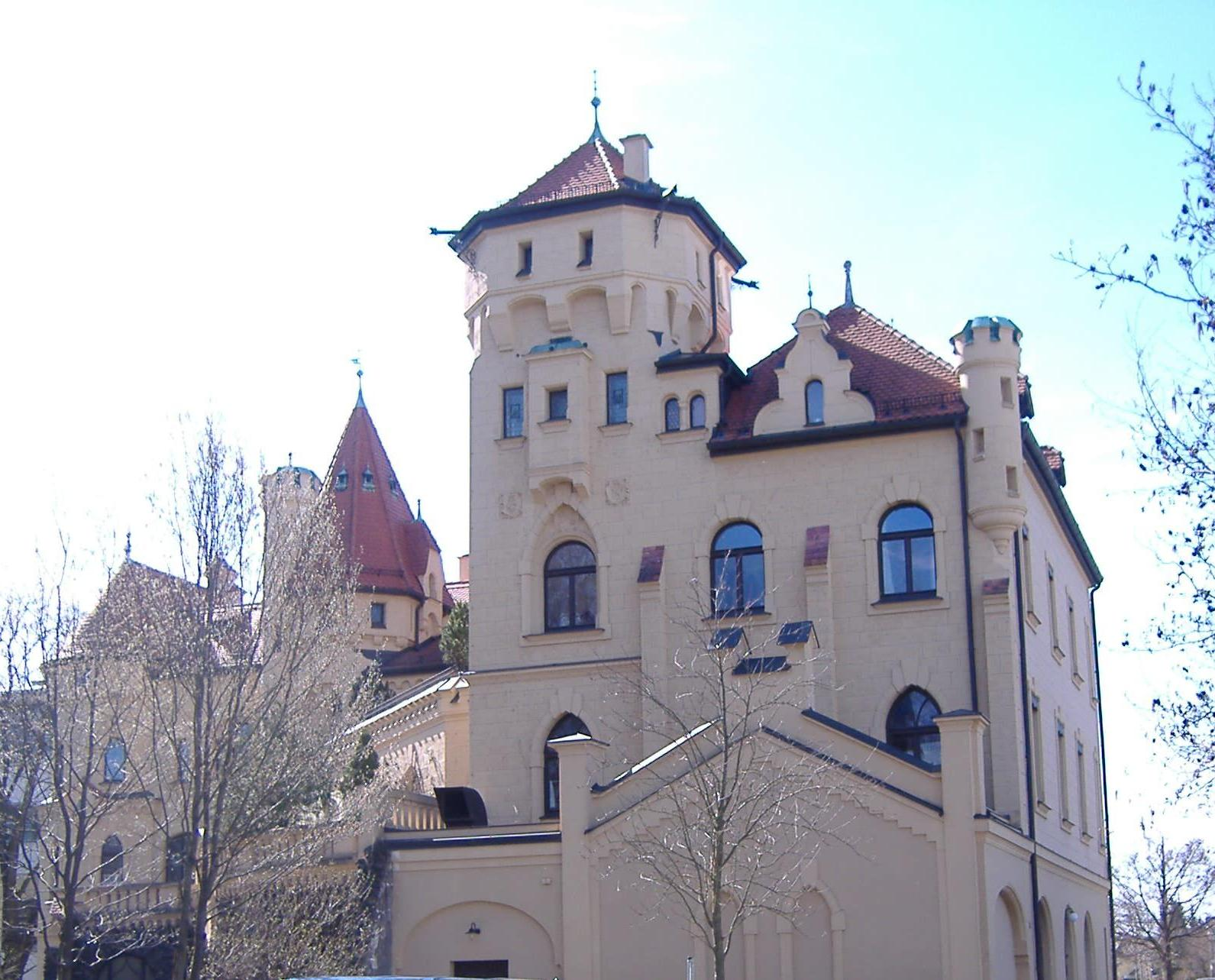
Größere und kleinere zinnenbestückte Türme und Türmchen schmücken das Gebäude

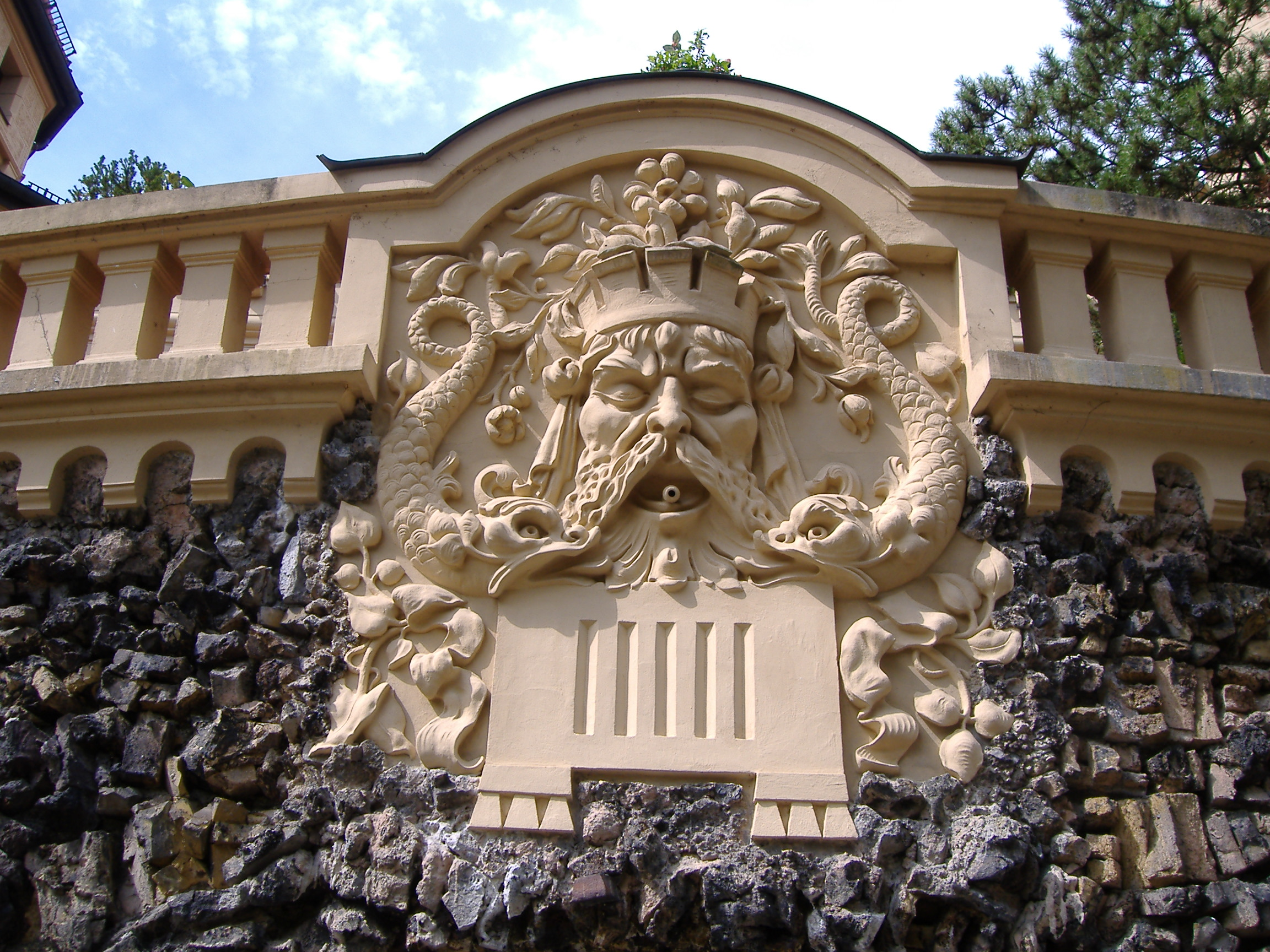
Neubarocke Stuckarbeit an der Schauseite der Hessingburg

Die sogenannte Burg diente als Gästehaus der einstigen Hessingschen Orthopädischen Heilanstalt. Viele namhafte Persönlichkeiten aus Politik, Wirtschaft, Adel sowie „Geldadel“ logierten in dem Gebäude, u. a. auch Kaiserin Auguste Viktoria. Hofrat Friedrich von Hessing ließ die Burg insbesondere aber für den deutschen Kaiser errichten. Er hoffte nämlich, Kaiser Wilhelm II. würde sich wegen seines verkürzten Armes bei Hessing in Behandlung begeben.
Das Gästehaus, erbaut im Rothenburger Stil (Elemente der Romantik, Gotik, Renaissance und des Neubarocks), wurde 1880 nach Plänen von Karl Albert Gollwitzer auf einem stumpfwinkeligen Grundriss errichtet. Das Erdgeschoss ist als Grotte konzipiert. Der Springbrunnen diente als Quell der Genesung. Die zinnenbestückte Terrasse hatte eine Rampe, diese war ursprünglich durch einen Arkadengang mit dem nicht mehr vorhandenen Liegedach verbunden. Die zum Park hin ausgerichtete Schauseite der Hessingburg ist geprägt von verschiedenartigen zinnbestückten Türmen und Türmchen, während sich demgegenüber die Rückseite äußerst nüchtern zeigt.